# Stephanopis nigra
Stephanopis nigra là một loài nhện trong họ Thomisidae.
Loài này thuộc chi Stephanopis. Stephanopis nigra được Octavius Pickard-Cambridge miêu tả năm 1869.